# Zosterops fuscicapilla
El anteojitos de las Arfak (Zosterops fuscicapilla) es una especie de ave paseriforme de la familia Zosteropidae endémica de Nueva Guinea y la isla Goodenough.

## Distribución y hábitat
Se encuentra únicamente en las montañas de la isla de Nueva Guinea, además de la isla Goodenough del vecino archipiélago Entrecasteaux. En Nueva Guinea se distribuye por las montañas costeras del norte, la cordillera central y las montañas Arfak, a la que debe su nombre. Su hábitat natural son los bosques húmedos tropicales montanos.